# Milko Lieverst
Milko Lieverst (Amsterdam, 17 giugno 1968) è un ex cestista olandese.

## Carriera
Con i Paesi Bassi ha disputato i Campionati europei del 1989.